# بیمارستان بیجینگ تونگرن
بیمارستان بیجینگ تونگرن (به انگلیسی: Beijing Tongren Hospital) بیمارستانی در کشور چین است که در سال ۱۸۸۶ میلادی ساخته شده است.